# Psary (województwo kujawsko-pomorskie)
Psary – wieś w Polsce położona w województwie kujawsko-pomorskim, w powiecie włocławskim, w gminie Chodecz.
| SIMC    | Nazwa       | Rodzaj    |
| ------- | ----------- | --------- |
| 1033639 | Jaworek     | część wsi |
| 1033697 | Ku Kubłowu  | część wsi |
| 0861044 | Łysa Góra   | część wsi |
| 1033817 | Przy Szkole | część wsi |
| 1033869 | Szczerkowo  | część wsi |

W latach 1975–1998 miejscowość położona była w województwie włocławskim. Według Narodowego Spisu Powszechnego (III 2011 r.) liczyła 153 mieszkańców. Jest dziesiątą co do wielkości miejscowością gminy Chodecz.